# Classe Bay (cacciamine)
La classe Bay è una classe di cacciamine della Royal Australian Navy, entrata in servizio a partire dal 1986; unità dallo scafo tipo catamarano, sono per questo a volte definite con la sigla MHCAT (MineHunter CATamaran).
Concepite per sostituire i vecchi dragamine della classe Ton, il programma iniziale prevedeva la realizzazione di sei unità, ma solo due furono costruite a causa dei continui problemi e ritardi nella messa a punto; entrate in servizio effettivo a partire dal 1993, dimostrarono scarse doti nautiche al di fuori delle acque costiere a causa delle ridotte dimensioni dello scafo, e la marina australiana finì per abbandonare il progetto a favore dei più grandi cacciamine della classe Huon. Entrambe le unità furono ritirate dal servizio nell'agosto del 2001 e messe a disposizione per la vendita a paesi esteri.

## Unità
| Nome                   | Varo           | Entrata in servizio | Destino finale            |
| ---------------------- | -------------- | ------------------- | ------------------------- |
| HMAS Rushcutter (M 80) | 3 maggio 1986  | 1º novembre 1986    | radiato il 14 agosto 2001 |
| HMAS Shoalwater (M 81) | 20 giugno 1987 | 10 ottobre 1987     | radiato il 14 agosto 2001 |